# 天主教布倫特伍德教區
天主教布倫特伍德教區（拉丁語：Dioecesis Brentvoodensis）是英國英格蘭一個羅馬天主教教區。屬威斯敏斯特總教區。
教區包括泰晤士河以北、利亞河以東的大倫敦和埃塞克斯郡，與聖公會切姆斯福德教區同域。
2011年，有225,700名教友，估轄區總人口8.1%，有91個堂區、154名司鐸、11名終身執事、60名修士、233名修女。現任主教為多默·麥克馬洪。1917年升為教區。